# Torre del Telègraf (el Vendrell)
La Torre del Telègraf és una torre de telegrafia òptica al municipi del Vendrell, al Baix Penedès, declarada bé cultural d'interès nacional. Bastida damunt una roca i rodejada d'una profunda fossa excavada en la roca. Està formada per dos cossos sobreposats, l'inferior troncocònic, serveix de base a la torre pròpiament dita que és de planta quadrada i queda limitada per baix i per dalt mitjançant dues cornises.
Aquesta torre té una sèrie de característiques que la fen lleugerament diferent a la torre de telegrafia òptica civil tipus: està envoltada d'un fossat, la porta i les finestres foren empetitides, i es van habilitar espitlleres al primer pis, conferint-li un aspecte més militar que les altres de la línia.
Pertanyia a la línia civil principal de Madrid a València i Barcelona. La part de la línia civil de Catalunya resseguia tota la costa catalana de sud a nord, entrant cap a l'interior en els trams del Vendrell a Barcelona i de Santa Susanna a la Jonquera. Aquest ramal va entrar en funcionament a partir de 1850.
La telegrafia òptica és un sistema que es basa en una sèrie de senyals realitzats en un punt alt, com pot ser una torre o un campanar, per un operari i que un altre operari veu des d'un altre punt, comunicat visualment, i el repeteix; d'aquesta manera un missatge es pot transmetre ràpidament des d'un punt a l'altre de la línia. Hi havia diverses maneres de realitzar les senyals, com un alt pal de fusta amb dos travessers als extrems que, accionats per politges, podien canviar de posició; cada posició era una lletra o clau que gràcies a un llibre de claus es podia desxifrar. Els operaris o torrers, disposaven d'unes ulleres de llarga vista que van permetre que la distància entre els diferents punts fos més gran que si no disposessin d'elles.
Mentre que a països com França o Anglaterra ja s'havien construït línies de telegrafia òptica a finals del segle xviii, a Espanya no s'inicia la construcció fins al 1844, moment que en alguns països ja s'havia començat a utilitzar la telegrafia elèctrica. La creació d'una línia implicava la instal·lació dels sistemes de comunicació en punts alts ja existents o la construcció de torres en els llocs on la distància era massa gran.
A Catalunya, la primera línia procedia de València i arribava a la Jonquera passant per Barcelona. Durant la Guerra dels Matiners (1846-1849), el marquès del Duero, capità general de Catalunya, va encarregar el desenvolupament d'una important xarxa de telegrafia òptica fixa militar. Es van crear 6 línies, entre elles la de Manresa - Vic - Girona.
Al 1853 es construeix la primera línia de telegrafia elèctrica entre Madrid i Irun, aquest fet marcarà l'inici de l'abandonament de la telegrafia òptica i el desús de les torres construïdes per aquest fi. Al 1857 es produeix el desmantellament i abandonament de les torres de telegrafia civil, i, al 1862, s'oficialitza l'abandonament de les torres militars. D'aquesta manera es posa fi a la curta història de la telegrafia òptica a Catalunya però que va deixar com a testimoni les torres de telègraf.